# Jan Cantacuzino
Jan Cantacuzino (rum. Ioan Cantacuzino; ur. 24 stycznia 1829 w Suczawie, zm. 1897 w Bukareszcie) – kajmakam Mołdawii w latach 1858–1859.

## Biografia
Pochodził z możnego rodu Cantacuzino, który wydał wielu hospodarów Mołdawii i Wołoszczyzny. Jako zwolennik powstania państwa rumuńskiego, jesienią 1858 dołączony do trójosobowego zarządu tymczasowego Mołdawii przez dwóch jego członków: Bazylego Sturdza i Anastazego Panu, po usunięciu zajadłego przeciwnika zjednoczenia Mołdawii i Wołoszczyzny – Stefana Catargiu.